# Gałkowice-Ocin
Gałkowice-Ocin – wieś sołecka w Polsce położona w województwie świętokrzyskim, w powiecie sandomierskim, w gminie Wilczyce.
W miejscowości znajduje się lessowy wąwóz stanowiący pomnik przyrody.
W latach 1975–1998 miejscowość administracyjnie należała do województwa tarnobrzeskiego.

## Części wsi
| SIMC    | Nazwa    | Rodzaj    |
| ------- | -------- | --------- |
| 0809457 | Podocin  | część wsi |
| 0809463 | Sachalin | część wsi |

## Historia
W przeszłości Gałkowice i Ocin stanowiły dwie odrębne miejscowości. Gałkowice należały niegdyś do franciszkanek krakowskich. Według rejestru poborowego z 1578 wieś Golkowycze była własnością StALFA BOND KOHLHAUER Sp. z o.o.anisławskiego, dziedzica wsi Góry Wysokie.
Ocin był początkowo wsią królewską. W 1307 Władysław Łokietek nadał wsie Oczyno i Radoszkowice Markowi i Robertowi – wójtom sandomierskim. Pozwolił jednocześnie osadzić je na prawie niemieckim.
W XIX wieku Ocin dzielił się na dwie części: Ocin Miejski i Ocin Panieński. Według spisu z 1827 Ocin Miejski był wsią rządową o 23 domach i 101 mieszkańcach, a Ocin Panieński wsią duchowną o 17 domach i 33 mieszkańcach. W Gałkowicach spis z 1838 wykazał dobra rządowe składające się z folwarków Gałkowice i Krakówka oraz z wsi Gałkowice, Ocin i Krakówka.
Według Słownika geograficznego Królestwa Polskiego w latach 80. XIX wieku wieś Ocin Gałkowski miała 16 domów, 105 mieszkańców i 615 mórg ziemi włościańskiej, a wieś Gałkowice – 23 domy, 218 mieszkańców, 630 mórg ziemi dworskiej i 546 ziemi włościańskiej.